# Indywidualne Mistrzostwa Polski na Żużlu 1999
Indywidualne Mistrzostwa Polski na Żużlu 1999 – zawody żużlowe, mające na celu wyłonienie medalistów indywidualnych mistrzostw Polski w sezonie 1999. Rozegrano cztery turnieje ćwierćfinałowe, dwa półfinały oraz finał, w którym zwyciężył Piotr Protasiewicz.

## Finał
- Bydgoszcz, 20 sierpnia 1999
- Sędzia: Stanisław Pieńkowski

| Msc. | Zawodnik           | Klub         | Pkt   |             |  |
| ---- | ------------------ | ------------ | ----- | ----------- |  |
| 1    | Piotr Protasiewicz | Bydgoszcz    | 14 +u | (2,3,3,3,3) |  |
| 2    | Tomasz Gollob      | Bydgoszcz    | 14 +w | (3,3,3,2,3) |  |
| 3    | Jacek Krzyżaniak   | Wrocław      | 11 +3 | (3,2,2,1,3) |  |
| 4    | Jacek Gollob       | Piła         | 11 +2 | (3,3,1,2,2) |  |
| 5    | Robert Dados       | Grudziądz    | 10    | (1,1,3,3,2) |  |
| 6    | Damian Baliński    | Leszno       | 9     | (1,w,2,3,3) |  |
| 7    | Dariusz Śledź      | Wrocław      | 9     | (3,1,2,1,2) |  |
| 8    | Robert Sawina      | Gniezno      | 8     | (0,2,2,3,1) |  |
| 9    | Piotr Baron        | Wrocław      | 8     | (1,2,1,2,2) |  |
| 10   | Sławomir Drabik    | Częstochowa  | 6     | (2,2,1,0,1) |  |
| 11   | Andrzej Huszcza    | Zielona Góra | 5     | (0,3,0,1,1) |  |
| 12   | Tomasz Bajerski    | Gorzów Wlkp. | 5     | (0,1,3,0,1) |  |
| 13   | Adam Łabędzki      | Wrocław      | 3     | (2,1,0,0,0) |  |
| 14   | Jacek Rempała      | Grudziądz    | 3     | (0,0,1,2,d) |  |
| 15   | Wiesław Jaguś      | Toruń        | 3     | (2,0,0,1,d) |  |
| 16   | Adam Pawliczek     | Rybnik       | 1     | (0,0,d,d,–) |  |
|      | rez. Andy Smith    | Piła         | 0     | (d)         |  |

Bieg po biegu:
1. Krzyżaniak, Protasiewicz, Baron, Rempała
2. T.Gollob, Jaguś, Pawliczek, Huszcza
3. Śledź, Drabik, Baliński, Sawina
4. J.Gollob, Łabędzki, Dados, Bajerski
5. T.Gollob, Krzyżaniak, Dados, Baliński (wsu)
6. J.Gollob, Baron, Śledź, Jaguś
7. Protasiewicz, Drabik, Łabędzki, Pawliczek
8. Huszcza, Sawina, Bajerski, Rempała
9. Bajerski, Krzyżaniak, Drabik, Jaguś
10. T.Gollob, Sawina, Baron, Łabędzki
11. Protasiewicz, Baliński, J.Gollob, Huszcza
12. Dados, Śledź, Rempała, Pawliczek (d4)
13. Sawina, J.Gollob, Krzyżaniak, Pawliczek (d4)
14. Dados, Baron, Huszcza, Drabik
15. Protasiewicz, T.Gollob, Śledź, Bajerski
16. Baliński, Rempała, Jaguś, Łabędzki
17. Krzyżaniak, Śledź, Huszcza, Łabędzki
18. Baliński, Baron, Bajerski, Smith (d4)
19. Protasiewicz, Dados, Sawina, Jaguś (d4)
20. T.Gollob, J.Gollob, Drabik, Rempała (d4)
21. Bieg o brązowy medal: Krzyżaniak, J.Gollob
22. Bieg o złoty medal: Protasiewicz (u), T.Gollob (wsu)*

*winny spowodowania upadku